# أولغا كابريرا هانسن
أولغا كابريرا هانسن (بالإسبانية: Olga Cabrera Hansen)‏ هي ناشطة حقوق الإنسان أرجنتينية، ولدت في 13 يناير 1935.